# Marion Township (Allen County, Ohio)
Marion Township ist eines von zwölf Townships von Allen County im US-Bundesstaat Ohio. Das U.S. Census Bureau hat bei der Volkszählung 2020 eine Einwohnerzahl von 6.629 ermittelt.

## Geografie
Marion Township liegt im äußersten Nordwesten des Allen Countys im Nordwesten von Ohio und grenzt im Uhrzeigersinn an die Townships: Jennings Township und Sugar Creek Township im Putnam County, Sugar Creek Township, American Township, Amanda Township, Spencer Township (Allen County, Ohio) und im Van Wert County an das Jennings Township und das Washington Township.

## Verwaltung
Das Township wird durch ein Board of Trustees, bestehend aus drei gewählten Mitgliedern, verwaltet. Zwei Personen werden jeweils im Jahr nach der Präsidentschaftswahl gewählt und eine jeweils im Jahr davor. Die Amtszeit dauert in der Regel vier Jahre und beginnt jeweils am 1. Januar. Daneben gibt es noch einen Township Clerk (Schriftführer), der ebenfalls im Jahr vor der Präsidentschaftswahl auf eine vierjährige Amtszeit gewählt wird. Dessen Amtszeit beginnt jeweils am 1. April.